# Esther Buabadi
Esther Buabadi (18 november 2001) is een voetbalspeelster uit België. Ze speelt als aanvaller voor Feyenoord.

## Clubcarrière
In haar jeugdjaren kwam Esther Buabadi uit in de jeugopleiding van het Franse Lille OSC. In 2019 vertrok ze naar RSC Anderlecht waarvoor ze ook onderdeel uitmaakte van de jeugdopleiding. Een jaar later verliet ze deze club alweer voor competitiegenoot SV Zulte Waregem. Voor deze club maakte Buabadi haar debuut in de Super League. In 2021 maakte Buabadi opnieuw een binnenlandse transfer door naar Club YLA te vertrekken. Hier speelde ze opnieuw één seizoen alvorens ze terugkeerde bij RSC Anderlecht. In het seizoen 2022/23 maakte ze haar debuut voor de club uit Brussel. Op 16 mei 2023 verlengde Buabadi haar contract met een jaar in de hoofdstad van België.
Buabadi tekende op 14 juni 2024 een contract bij Feyenoord waarvoor ze zal uitkomen in de Vrouwen Eredivisie. In Rotterdam tekende ze een contract tot medio 2026.

## Statistieken
| Seizoen | Club      | Competitie | Competitie | Competitie | Beker | Beker | Overig | Overig | Totaal | Totaal |
| Seizoen | Club      | Competitie | Wed.       | Dlp.       | Wed.  | Dlp.  | Wed.   | Dlp.   | Wed.   | Dlp.   |
| ------- | --------- | ---------- | ---------- | ---------- | ----- | ----- | ------ | ------ | ------ | ------ |
| 2024/25 | Feyenoord | Eredivisie | 0          | 0          | 0     | 0     | 0      | 0      | 0      | 0      |
| Totaal  | Totaal    | Totaal     | 0          | 0          | 0     | 0     | 0      | 0      | 0      | 0      |

Bijgewerkt t/m 17 juni 2024.

## Interlandcarriere
Esther Buabadi is jeugdinternational geweest van België onder 17 en België onder 19. Sinds 2023 komt ze uit als jeugdinternational van België onder 23.
1 Weimar ·
2 Waldus ·
4 Verspaget ·
5 Obispo ·
6 Brandau ·
7 Teulings ·
8 Pijnenburg ·
9 Koopman ·
10 Van de Westeringh ·
11 Henry ·
14 De Graaf ·
15 Koga ·
16 Van Eijk ·
17 Van der Sluijs ·
18 Heij ·
19 Haesakkers ·
20 Szymczak ·
21 Van Bentem ·
23 Itamura ·
24 Baptiste ·
25 Van de Lavoir ·
26 De Paus ·
27 DellaPeruta ·
28 Hulswit ·
33 Van Kerkhoven ·
42 Buabadi ·
Coach: Torny
Assistent-coach: Pieters
Assistent-coach: Tjaden
Keeperstrainer: Van der Kaaij